# Stämpelmärken i Sverige

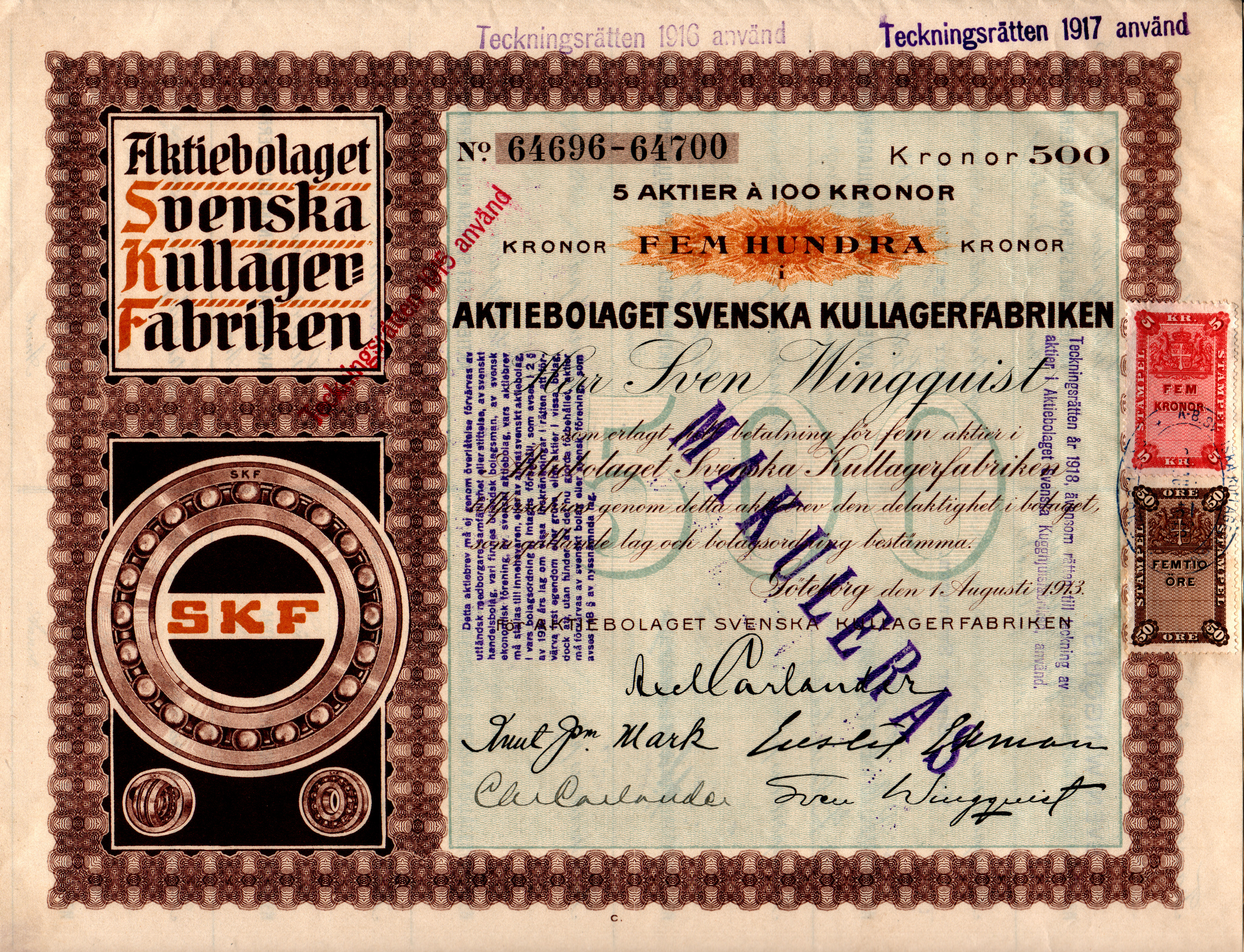
Detta aktiebrev för Svenska Kullagerfabriken utfärdat den 1 augusti 1913 visar hur en stämpelavgift för brevet har betalats med fem kronor och femtio öre i form av speciella stämpelmärken som fästs och stämplats ute till höger.

Stämpelmärken i Sverige infördes i en förordning i december 1660 efter intryck från närliggande länder. Förordningen föreskrev att vissa typer av handlingar hädanefter måste upprättas på ett särskilt av staten tillhandahållet papper - så kallat stämplat papper. Det stämplade papperet bestod av ett vikt pappersark, försedd med förtryckt statlig stämpel. Dessa så kallade helarksstämplar utgavs i olika valörer som motsvarade stämpelförordningens stämpelavgifter. Stämpelavgifterna gav välbehövligt tillskott i statskassan och med tiden utvidgades systemet till att omfatta allt fler typer av handlingar. 
Stämpelavgifterna var antingen fasta eller proportionella. De fasta stämpelavgifterna var att betrakta som en kostnadsersättning för statliga myndigheters expeditioner (till exempel utfärdade bevis och tillstånd), medan de proportionella stämpelavgifterna var en ren beskattning på olika former av ekonomiska transaktioner (lagfarter, inteckningar). 
De proportionella stämpelavgifterna kunde sällan täckas av en enskild stämpelvalör, utan ofta åtgick flera stämplar i olika valörer. En handling som på detta sätt belagts med många stämpelark blev skrymmande, och slöseriet med dyrbart papper var graverande. Problemet löstes år 1811 då statsmakterna, parallellt med helarksstämplarna, också införde mindre lösa beläggningsstämplar av sedellikt utförande, som istället belades på den upprättade handlingen. Därigenom var Sveriges första stämpelmärken ett faktum.
År 1880 ersattes de sedellika beläggningsstämplarna av frimärkslika stämpelmärken i mindre format och med perforerade marginaler och förgummerade baksidor. Dessa nya attribut bidrog till att underlätta själva stämpelbeläggningen; de sedellika beläggningsstämplarna separerades från varandra genom klippning och applicerades på handlingen med hjälp av tråd eller vax. 
Stämpelmärken förekom på många olika slags handlingar: lagfarter- och inteckningar i fast egendom, kontrakt, aktiebrev, obligationer, bouppteckningar, lottsedlar, växlar, körkort, pass, protokollsutdrag, tillstånd, bevis och domar. 
Den 1 juli 1992 avvecklades systemet med stämpelmärken i Sverige, men avgiften finns kvar i form av stämpelskatt.